# ميراندا تاتاري
ميراندا تاتاري (بالكرواتية: Miranda Tatari)‏ مواليد 1983 في كوبريفنيتسا، هي لاعبة كرة يد كرواتية تلعب كوسط مدافع. مثلت منتخب كرواتيا لكرة اليد للسيدات. شاركت في دورة الألعاب الأولمبية الصيفية سنة 2012.

## سجل المنافسة
شاركت في البطولات التالية:
- الألعاب الأولمبية الصيفية 2012
- بطولة العالم لكرة اليد للسيدات 2011
- بطولة أوروبا لكرة اليد للسيدات 2014

## روابط خارجية
- ميراندا تاتاري على موقع الاتحاد الأوروبي لكرة اليد (الإنجليزية)
- ميراندا تاتاري على موقع أوليمبيديا (الإنجليزية)